# Aliona Gloukhova
Aliona Gloukhova (en russe Алена Глухова), née en 1984 à Minsk (Union soviétique), est une auteure franco-biélorusse établie en France.

## Biographie
Après des études en arts visuels à Smolny College of Liberal Arts  puis en sciences de l'éducation (Master européen en Ingénierie des Médias pour l'Education, Erasmus Mundus) à Poitiers, Madrid et Lisbonne, elle travaille comme traductrice et journaliste à Minsk, enseignante en théorie de l'art à l'Université européenne des sciences humaines et organisatrice culturelle à Vilnius. Titulaire d'un master de création littéraire de l'université Paris 8, elle vit et travaille en France depuis 2013 où elle se consacre à l'écriture littéraire, aux projets artistiques hybrides (danse, performance, vidéo) et aux ateliers d'écriture.
Son premier roman, Dans l'eau je suis chez moi, écrit en français et publié aux éditions Verticales en 2018, retient l'attention de la critique,,, Elle a publié De l'autre côté de la peau,(Éditions Verticlaes, 2020), Visages et les paysages d'en haut (Éditions Fage, 2022) et Nos corps lumineux (Éditions Verticales, 2023),,,,

## Œuvres
- Dans l'eau je suis chez moi, 2018  (ISBN 978-2-07-276109-6)
  - a reçu en 2019 le « prix Murat (d) - Un roman français pour l'Italie » décerné par l'université de Bari[14]
  - livre sélectionné en 2020 pour le « prix littéraire Soroptimist de la romancière francophone »[15], prix Orange, prix Senghor, prix littéraires des lycéens des Pays de la Loire et de la région Île-de-France, prix des Rendez-vous du premier roman Québec, etc
  - porté à l'écran en 2021 par Elitza Gueorguieva sous le titre Notre endroit silencieux. Notre endroit silencieux est une fiction documentaire qui raconte le parcours d' Aliona Gloukhova et le processus d'écriture de son premier roman. Le père d'Aliona est un dissident silencieux. Il est ingénieur et nettoyeur de Tchernobyl. Il disparaît un jour en mer, lors d'un naufrage. Tous les corps sont retrouvés, sauf le sien[16]. (Les projections et les séléctions : Visions du réel, Nyon/États généraux du film documentaire, Lussas/Corsica.doc, Ajaccio/Dokleipzig, Leipzig/ Black Canvas Fcc, Mexico/ Pravo Ljudski Film Festival, Sarajevo/ Trieste Film Festival, Trieste (et d'autres). Prix: Prix du Meilleur Documentaire à l'Union des cinéastes bulgares, 2022/Sofia International Film Festival• Mention Spéciale de la Compétition Documentaire, 2022)
- De l'autre côté de la peau, 2020  (ISBN 9782072876127)
- Visages et paysages d'en haut, 2020
- Слоўнiк свiтла (Slovnyk svitla) : Dictionnaire de lumière[17], 2022
- Nos corps lumineux, 2023  (ISBN 978-2-07-301934-9)